# Galaktinol—rafinoza galaktoziltransferaza
Galaktinol—rafinoza galaktoziltransferaza (EC 2.4.1.67, galaktinol-rafinozna galaktoziltransferaza, stahiozna sintetaza, alfa-D-galaktozil-(1->3)-mio-inozitol:rafinozna galaktoziltransferaza) je enzim sa sistematskim imenom alfa-D-galaktozil-(1->3)-1-mio-inozitol:rafinoza galaktoziltransferaza. Ovaj enzim katalizuje sledeću hemijsku reakciju
alfa--galaktozil-(1->3)-1-mio-inozitol + rafinoza {\displaystyle \rightleftharpoons } mio-inozitol + stahioza
Ovaj enzim takođe katalizuje galaktozilni transfer sa stahioze na rafinozu.

## Spoljašnje veze
- Galactinol---raffinose+galactosyltransferase на 